# Abu Abbas
Mohamed Zaidan (àrab: محمد زيدان, Muḥammad Zaydān), més conegut com a Abu Abbas (àrab: أبو العباس, Abū l-ʿAbbās) o Muhamad Abu (?, 10 de desembre de 1948 - ?, Iraq, 8 de març de 2004), fou un activista polític palestí, líder del Front per a l'Alliberament de Palestina i dirigent de l'Organització per a l'Alliberament de Palestina, nascut en un camp de refugiats el 1949. A Síria es va llicenciar en literatura àrab per la Universitat de Damasc.
Ràpidament els seus interessos es van centrar en l'activitat armada amb l'objectiu d'aconseguir un Estat palestí i l'expulsió dels israelians de l'antic Mandat Britànic de Palestina.
Va liderar el Front per a l'Alliberament de Palestina i va formar part de l'OLP des de 1984 fins a 1991, any en què va abandonar el càrrec per discrepàncies amb la direcció.
La seva activitat va ser guiada per la convicció que no podia hi haver cap diàleg amb Israel ni cap procés de pau que pogués posar-li punt final al conflicte àrab-israelià. En aquest sentit, el FLP va ser responsable de nombrosos actes considerats de terrorisme, sent el més conegut el segrest del transatlàntic italià Achille Lauro, en el qual un ancià estatunidenc d'origen jueu, Leon Klinghoffer, va ser assassinat llançant-lo per la borda amb la seva cadira de rodes la qual feia servir per la seva invalidesa.
L'abril de 2003, prop de Bagdad, va ser localitzat per la policía iraquiana, la qual el va entregar a les forces estatunidenques, que controlaven el país després de l'enderrocament de Saddam Hussein. Hi portava residint de forma clandestina des de 1987.
Tot i que l'Autoritat Nacional Palestina va exigir als Estats Units el seu alliberament, apel·lant a un conveni signat el 1995 entre israelians i palestins, l'exdirigent del FLP no va ser alliberat. Com que tenia una condemna de cadena perpètua a Itàlia, aquest país va presentar una sol·licitud d'extradició, la qual va ser presa en consideració pel govern nord-americà. De totes maneres, el març de 2004, les forces nord-americanes van comunicar la seva mort, empresonat, per causes naturals fruit d'una malaltia cardíaca.